# Consejería de Cultura, Turismo y Deporte
La Consejería de Cultura, Turismo y Deporte es una consejería que forma parte de la Junta de Extremadura. Su actual consejera y máximo responsable es Nuria Flores Redondo. Esta consejería ejerce las competencias autonómicas en materia de patrimonio y promoción cultural, deportes y turismo.

## Estructura Orgánica
- Consejera: Nuria Redondo Flores
  - Secretaría General
  - Secretaría General de Cultura
    - Dirección General de Bibliotecas, Archivos y Patrimonio Cultural

  - Dirección General de Deportes
  - Dirección General de Turismo